# Пам'ятки архітектури Білопільського району
У Білопільському районі Сумської області на обліку перебуває 7 пам'яток архітектури.
| № | Назва                                                              | Охоронний номер                 | Місце                                                                              |
| - | ------------------------------------------------------------------ | ------------------------------- | ---------------------------------------------------------------------------------- |
| 1 | Михайлівська церква                                                | 1912                            | м. Білопілля, вул. Старосілля,25                                                   |
| 2 | Петропавловська церква                                             | друга пол. 19 ст.               | м. Білопілля, вул. Гагаріна.                                                       |
| 3 | Вокзал залізничної станції Ворожба                                 | 20 ст.                          | м. Ворожба.                                                                        |
| 4 | Комплекс церкви Покрова Богородиці, дзвіниці й волосного правління | друга пол. 18 ст. — поч. 20 ст. | м. Ворожба, вул. Кірова, 8. Покровська церква Дзвіниця Будинок волосного правління |
| 5 | Іоанна Воїна св. церква                                            | 1812                            | с. Куянівка.                                                                       |
| 6 | Садибний будинок Куколь-Яснопольських                              | 40-і рр. 19 ст.                 | с. Куянівка.                                                                       |
| 7 | Вітряк                                                             | I пол. XX ст.                   | с. Маруівка.                                                                       |
|   |                                                                    |                                 |                                                                                    |